# Elsa Åkerhielm af Blombacka
Elsa Alida Amalia Åkerhielm af Blombacka, född 14 oktober 1872 i Stockholm, död 9 november 1961 i Stockholm, var en svensk friherrinna och målare. 
Hon var dotter till arkitekten Frans Gustaf Abraham Dahl och Alida Matilda Lovisa Amalia Hofgren och från 1897 gift med kommendörkaptenen Ludvig Åkerhielm af Blombacka samt mor till Hans Åkerhielm. Hon medverkade i samlingsutställningar med Sveriges allmänna konstförening och Karlskrona konstförening. Hennes konst består av blomsterstilleben och porträtt ofta utförda i akvarell.